# Blechnum attenuatum
Blechnum attenuatum là một loài thực vật có mạch trong họ Blechnaceae. Loài này được (Sw.) Mett. mô tả khoa học đầu tiên năm 1856.